# Masters of the Horse dei consorti reali inglesi
La seguente lista contiene i nomi di molte delle persone che ricoprirono l'incarico di Maestro di stalla presso consorti di regnanti d'Inghilterra. Dopo la morte di Guglielmo IV nel 1837 l'incarico divenne discontinuo e oggi è caduto in disuso.

## Maestri di stalladi Filippo II di Spagna (1554-1558)
- 1554–1558: Anthony Browne, I visconte Montagu

## Maestri di stalladi Enrichetta Maria di Borbone-Francia (1625–1669)
- 1639-?: Henry Jermyn, I barone Jermyn
- 1663-1669: Henry Arundell, III barone Arundell di Wardour

## Maestri di stalladi Caterina di Braganza (1662–1685)
- 1662-1664: Hon. Edward Montagu
- 1665–1678: Ralph Montagu, III barone Montagu
- 1679–1680: Louis de Duras, II conte di Feversham
- 1680–1682: Richard Lumley, II visconte Lumley (conte di Scarbrough dal 1681)
- 1682–1685: Robert Shirley, I conte Ferrers

## Maestri di stalladel principe Giorgio di Danimarca (1683–1708)
- 1685–1690: Edward Hyde, visconte Cornbury
- 1690–1694: Edward Montagu, III conte di Sandwich
- 1694–1697: Basil Feilding, IV conte di Denbigh
- 1694–1705: Edward Montagu, III conte di Sandwich
- 1705–1708: Scroop Egerton, IV conte di Bridgewater

## Maestri di stalladi Carolina di Brandeburgo-Ansbach (1727–1737)
- 1727: Charles Beauclerk, II duca di St. Albans
- 1727–1737: Thomas Fermor, I conte di Pomfret

## Maestri di stalladi Carlotta di Meclemburgo-Strelitz (1761–1818)
- 1761–1763: Simon Harcourt, I conte Harcourt [1]
- 1763–1765: Thomas Thynne, III visconte Weymouth
- 1765–1766: Peregrine Bertie, III duca di Ancaster e Kesteven
- 1766–1768: John West, II conte De La Warr
- 1768–1770: Henry Somerset, V duca di Beaufort
- 1770–1784: John Waldegrave, III conte Waldegrave
- 1784–1789: George Waldegrave, IV conte Waldegrave
- 1789–1791: Vacante
- 1791–1809: George Harcourt, II conte Harcourt
- 1809–1818: William Harcourt, III conte Harcourt

## Maestri di stalladi Adelaide di Sassonia-Meiningen (1830–1837)
- 1830–1834: William George Hay, XVIII conte di Erroll
- 1834–1837: William Feilding, VII conte di Denbigh